# Campeonato Mundial de Ciclismo em Pista de 1896
O Campeonato Mundial ICA de Ciclismo em Pista de 1896 foi realizado em Copenhague, na Dinamarca, entre 14 e 15 de agosto. Foram disputadas quatro provas, duas profissionais e duas amadoras.

## Sumário de medalhas

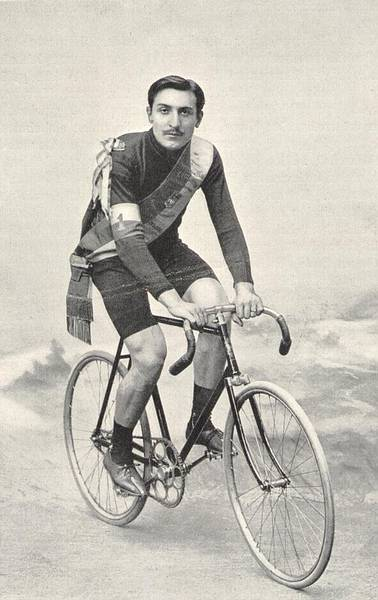
Paul Bourrillon vencedor da prova de velocidade.

| Eventos profissionais masculinos |                                     |                                    |                             |
| Velocidade individual            | Paul Bourillon · França             | Charles F. Barden · Reino Unido    | Edmond Jacquelin · França   |
| Motor-paced                      | Arthur Adalbert Chase · Reino Unido | Jack Williams Stocks · Reino Unido | Ferenc Gerger · Hungria     |
| Eventos amadores masculinos      |                                     |                                    |                             |
| Velocidade individual            | Harry Reynolds · Irlanda            | Edwin Schraeder · Dinamarca        | Charles Guillaumet · França |
| Motor-paced                      | Fernand Ponscarme · França          | Michael Djakoff · Rússia           | Andreas Hansen · Dinamarca  |

## Quadro de medalhas
| Ordem | País        | Medalha de ouro | Medalha de prata | Medalha de bronze | Total |
| ----- | ----------- | --------------- | ---------------- | ----------------- | ----- |
| 1     | França      | 2               | 0                | 2                 | 4     |
| 2     | Reino Unido | 1               | 2                | 0                 | 3     |
| 3     | Irlanda     | 1               | 0                | 0                 | 1     |
| 4     | Dinamarca   | 0               | 1                | 1                 | 2     |
| 5     | Rússia      | 0               | 1                | 0                 | 1     |
| 6     | Hungria     | 0               | 0                | 1                 | 1     |
| Total | Total       | 4               | 4                | 4                 | 12    |